# Liste von Persönlichkeiten der Stadt Ehrenfriedersdorf
Die Liste von Persönlichkeiten der Stadt Ehrenfriedersdorf enthält Personen, die in der Geschichte der sächsischen Stadt Ehrenfriedersdorf im Erzgebirgskreis eine nachhaltige Rolle gespielt haben. Es handelt sich dabei um Persönlichkeiten, die Ehrenbürger von Ehrenfriedersdorf gewesen oder noch sind oder in Ehrenfriedersdorf und den heutigen Ortsteilen geboren oder gestorben oder hier gewirkt haben.
Für die Persönlichkeiten aus den nach Ehrenfriedersdorf eingemeindeten Ortschaften siehe auch die entsprechenden Ortsartikel.

## Ehrenbürger
- Klaus Meinig, Bürgermeister von Ehrenfriedersdorf a. D. (CDU)
- 2015: Frank Uhlig, Bürgermeister von Ehrenfriedersdorf a. D. (SPD)[1]

## Söhne und Töchter der Stadt
- Andreas Gruner (* vor 1390–um 1470), Rhetoriker, Wegbereiter in Deutschland
- Oswald Barthel (vor 1490–1508), Bergmann
- Paul Speck (* vor 1510–1557), deutscher Bildhauer, Steinmetz, Werkmeister und Baumeister
- Wolf Schaller (* vor 1530–nach 1536), Bergbauunternehmer aus dem Erzgebirge
- Christian Gotthelf Reuther (1742–1795), Zimmermann und Baumeister im Sächsischen Barock
- Johanna Concordia von Floercken (1747–nach 1823), Schauspielerin
- Carl Ludwig Traugott Glaeser (1747–1797), Komponist und Kantor an der Stadtkirche in Weißenfels
- Johann Leberecht Ehregott Punschel (1778–1849), Geistlicher
- Christian Friedrich Schubert (1808–1874), Lehrer und Politiker
- Heinrich Moritz Neubert (1809–1881), Kommunalpolitiker und Heimatforscher, war von 1853 bis 1875 Bürgermeister der Stadt Dresden, die ihn zu ihrem Ehrenbürger ernannte
- Johann August Scheibner (1810–1888), Politiker, MdL (Königreich Sachsen)
- Julius Theodor Zenker (1811–1884), Orientalist, Übersetzer und Privatgelehrter
- Georg Fritz Weiß (1822–1893), Opernsänger, Übersetzer und Schauspieler
- Max Wenzel (1879–1946), Mundartdichter des Erzgebirges
- Rudolf Letzig (1903–1989), Maler und Grafiker
- Richard Naumann (1906–1978), Richter und Rechtswissenschaftler
- Gerhard Reuter (1929–2017), pharmazeutischer Biologe
- Hans Weber (1941–1969), Motorsportler
- Wolf Röhner (* 1944), Formgestalter
- Günter Deckert (1950–2005), Nordischer Kombinierer
- Andreas Cyffka (1963–2021), Endurosportler

## Persönlichkeiten, die mit der Stadt in Verbindung stehen
- Carl Gotthelf Glaeser der Ältere (1715–1792), Rektor und Kantor in Ehrenfriedersdorf
- Anton Voß (1805–vor 1866), sächsischer Bergmeister und Landtagsabgeordneter, war Auditor im Bergamt Ehrenfriedersdorf
- Ottomar Blüher (1824–1891), Jurist und liberaler Politiker (DFP), Aktuar am Stadtgericht Ehrenfriedersdorf
- Karl August Rudolf Rüder (1852–1912), konservativer Politiker, von 1882 bis 1887 Bürgermeister in Ehrenfriedersdorf
- Max Niklas (1905–1935), Kommunalpolitiker und Gegner des Nationalsozialismus, bis zu ihrem Verbot 1933 vertrat er die KPD in der Stadtverordnetenversammlung von Ehrenfriedersdorf
- Elisabeth Ahnert (1885–1966), Künstlerin, von 1945 bis zu ihrem Tod freischaffend in Ehrenfriedersdorf